# Joaquim Nabuco (Brasile)
Joaquim Nabuco è un comune del Brasile nello Stato del Pernambuco, parte della mesoregione della Zona da Mata Pernambucana e della microregione della Mata Meridional Pernambucana.